# Queula
Queula är en ort i Indien.   Den ligger i distriktet North Goa och delstaten Goa, i den sydvästra delen av landet, 1 500 km söder om huvudstaden New Delhi. Queula ligger 37 meter över havet och antalet invånare är 5 699.
Terrängen runt Queula är platt åt sydväst, men åt nordost är den kuperad. Terrängen runt Queula sluttar västerut. Runt Queula är det tätbefolkat, med 530 invånare per kvadratkilometer. Närmaste större samhälle är Vāsco Da Gāma, 18,2 km väster om Queula. I omgivningarna runt Queula växer huvudsakligen savannskog.